# 山田城之助
山田 城之助（やまだ しろのすけ、本名：山田 平十郎（やまだ へいじゅうろう）、天保元年（1830年） - 明治17年（1885年））は、ヤクザ。自由民権運動の代表的事件・「群馬事件」で首謀者の日比 遜の誘いに乗り、自分の配下の やくざを集め事件に加担。そのために混乱を大きくしたことで知られる。
1830年に後の群馬県安中市（旧松井田町）の農家で生まれる。しかし、農業を嫌い、出奔して、やくざの世界に入る。身長180cmを超す大男で、剣術は免許皆伝の腕前であった。のちに出世して新井一家を率いるまでになる。1884年、日比 遜に唆され、襲撃のための人員確保を約束。群馬県内はおろか、隣県の長野県・埼玉県にまで足を伸ばし、やくざを口説いて襲撃に参加させた。事件後はいったん逃げ失せたものの、翌1885年、警察に発見されて、その場で殺害された。